# Dasychira subnigropunctata
Dasychira subnigropunctata är en fjärilsart som beskrevs av George Thomas Bethune-Baker 1904. Dasychira subnigropunctata ingår i släktet Dasychira och familjen tofsspinnare. Inga underarter finns listade i Catalogue of Life.